# Stazione Centrale di Santiago
La Stazione Centrale di Santiago (originalmente Estación central de los ferrocarriles, ufficialmente Stazione Alameda) è il principale terminale ferroviario del Cile, ubicato nella capitale.
È stata inaugurata nel 1857 ed ha avuto sede in tre differenti edifici, ultimo dei quali inaugurato nel 1900.

La sua struttura odierna è stata progettata dal francese Schneider-Creusot ed è ubicata sul lato sud dell'Avenida Libertador General Bernardo O'Higgins.

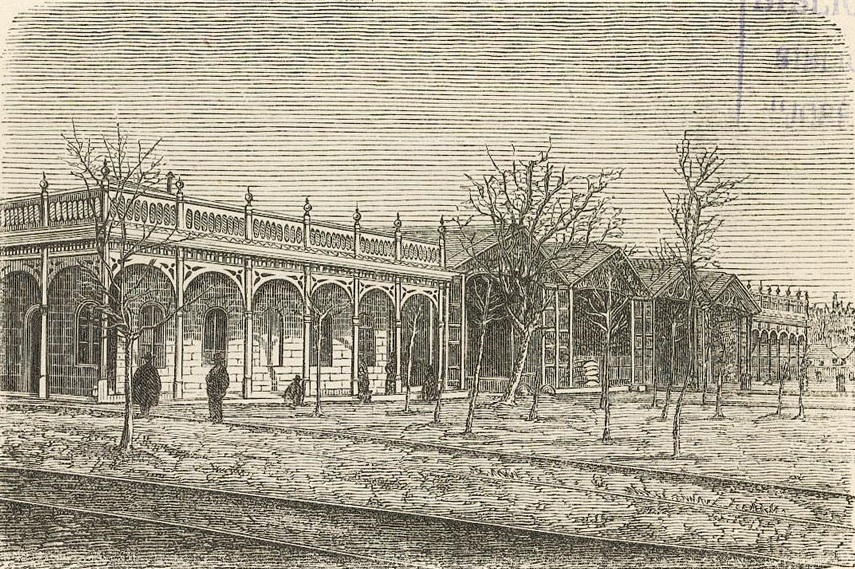
Prima stazione: vista esterna (1872)

Per decenni è stata la porta di ingresso alla capitale provenendo dal sud del paese; è stata dichiarata monumento nazionale con il decreto supremo 614 del 29 giugno 1983, nella categoria Monumenti storici.

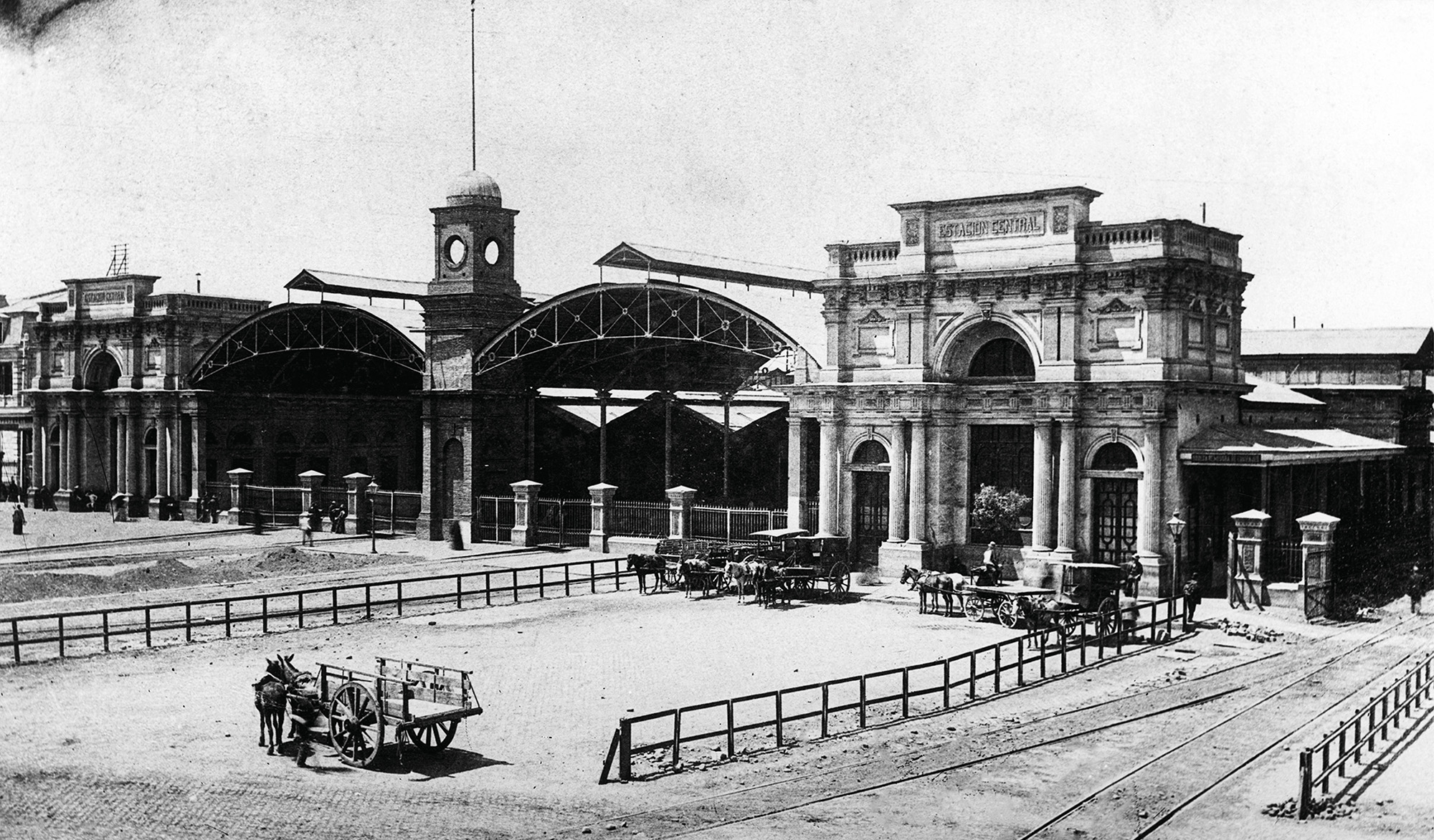
Stazione Centrale dopo l'ampliamento nel 1885.

## Oggi
La Stazione Centrale di Santiago ha tre servizi regolari per i passeggeri che connettono le regioni di Santiago, O'Higgins, Maule, Ñuble e, saltuariamente, le regioni di Bíobío e Araucanía.

## Treni turistici

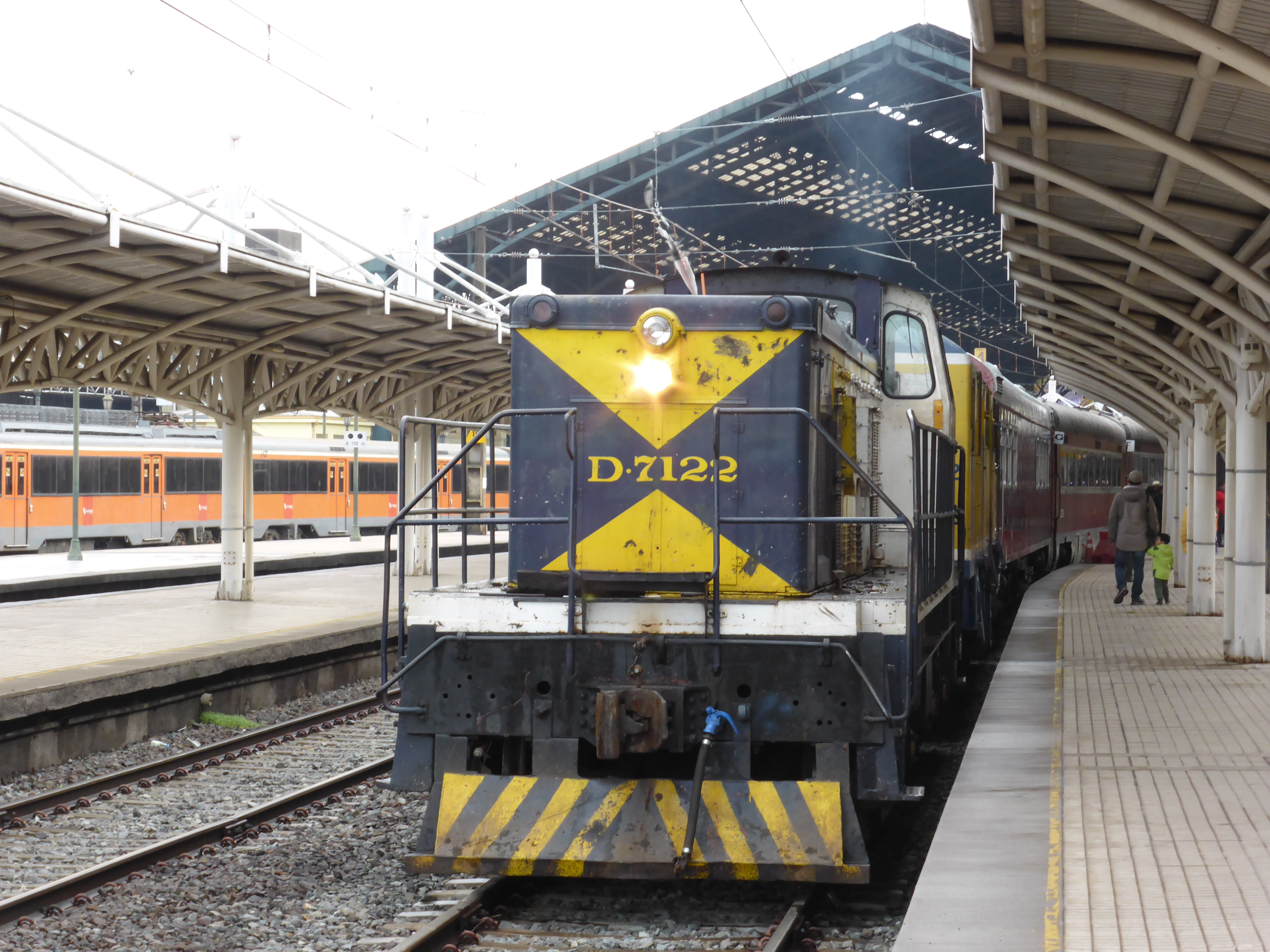
Locomotiva D-7122 del Treno del Ricordo.

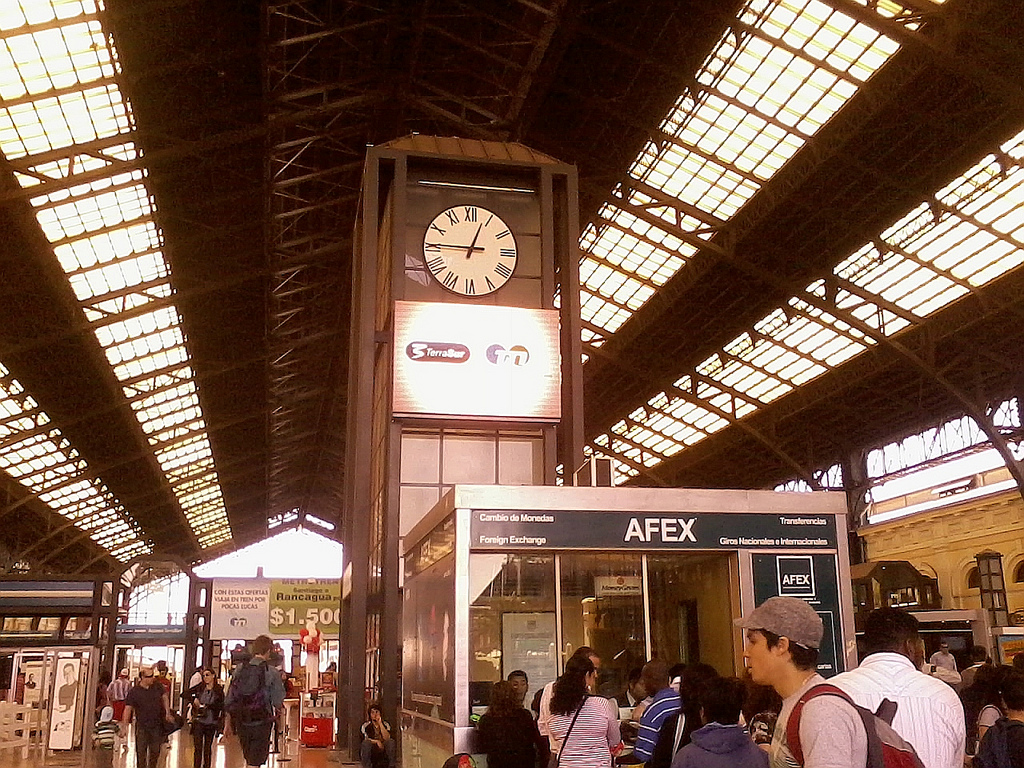
Interno della Stazione

- Treno del Ricordo: è un servizio turistico tra la Stazione Centrale di Santiago e la Stazione San Antonio, che ricorda il servizio realizzato tra queste città agli inizi del XX secolo.[7]
- Treno Sabores del Valle: è un treno turistico che segue la Rotta del Vino della Valle di Colchagua. Il servizio raggiunge la Stazione San Fernando e ha cadenza mensile.[8]
- Treno Sabores Vino & Espumante: è un treno turistico della Rotta del Vino, che raggiunge la vigna Echeverría. Il servizio arriva alla Stazione Molina e ha cadenza mensile.[9]